# Isoliertraverse

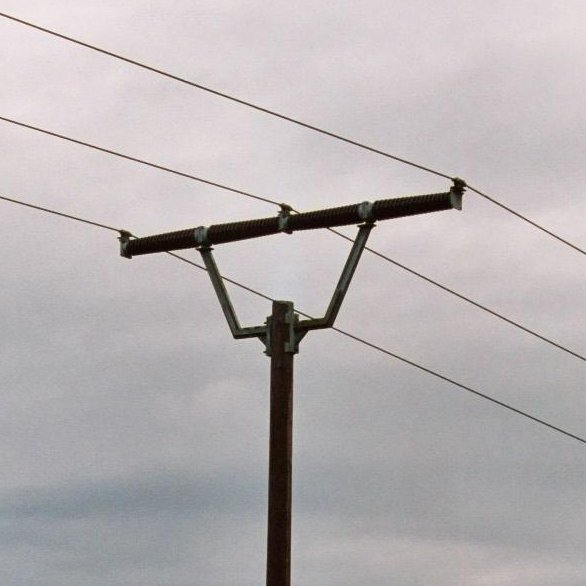
Isoliertraverse einer 110-kV-Freileitung

Eine Isoliertraverse ist eine Traverse eines Freileitungsmastes, die zugleich die Funktion von Isolatoren übernimmt. Sie wird wie jede Traverse unmittelbar am Mast befestigt.

## Bauformen

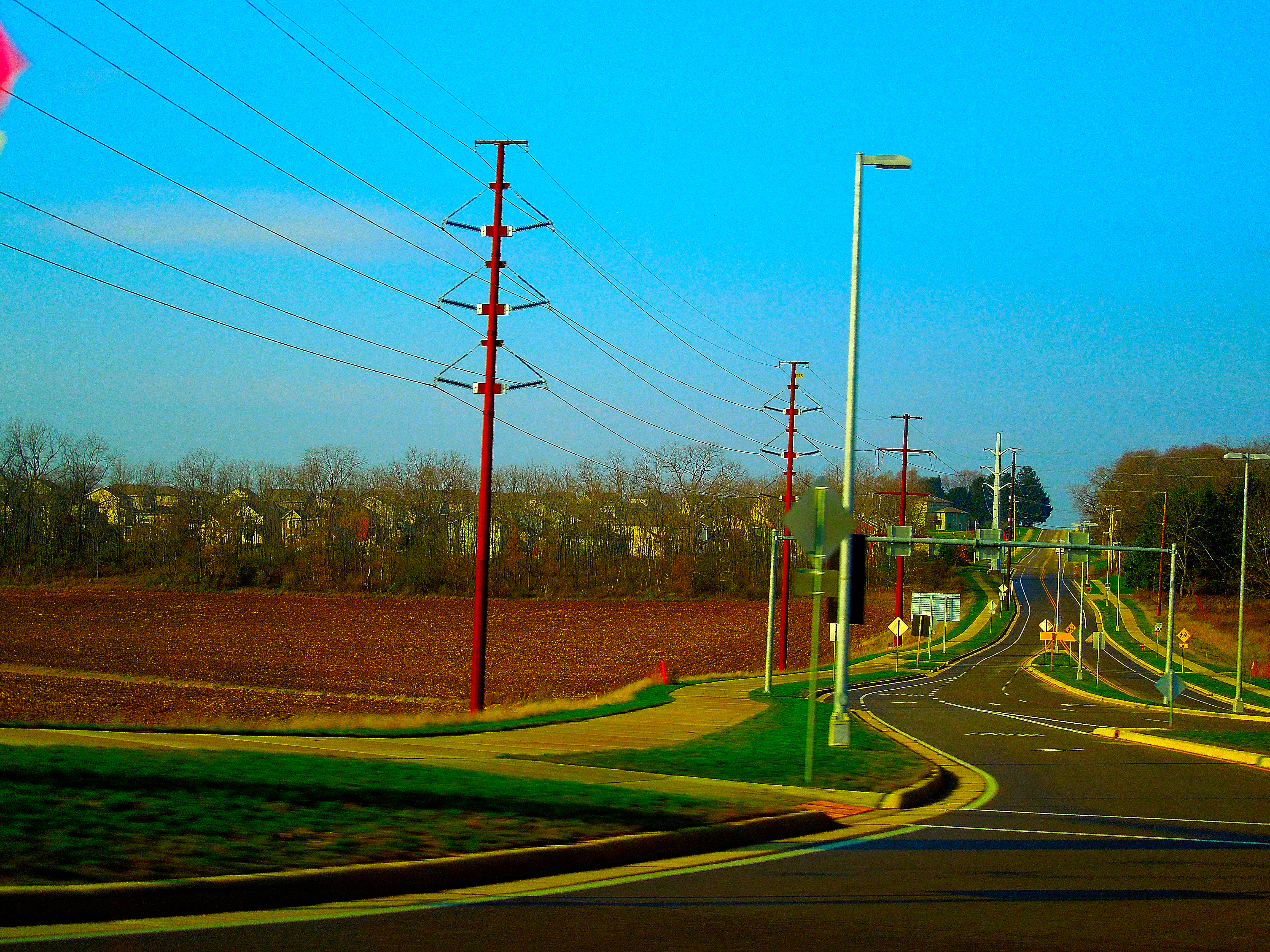
Isoliertraversen an einem Mast in Wisconsin mit zwei Isolatoren

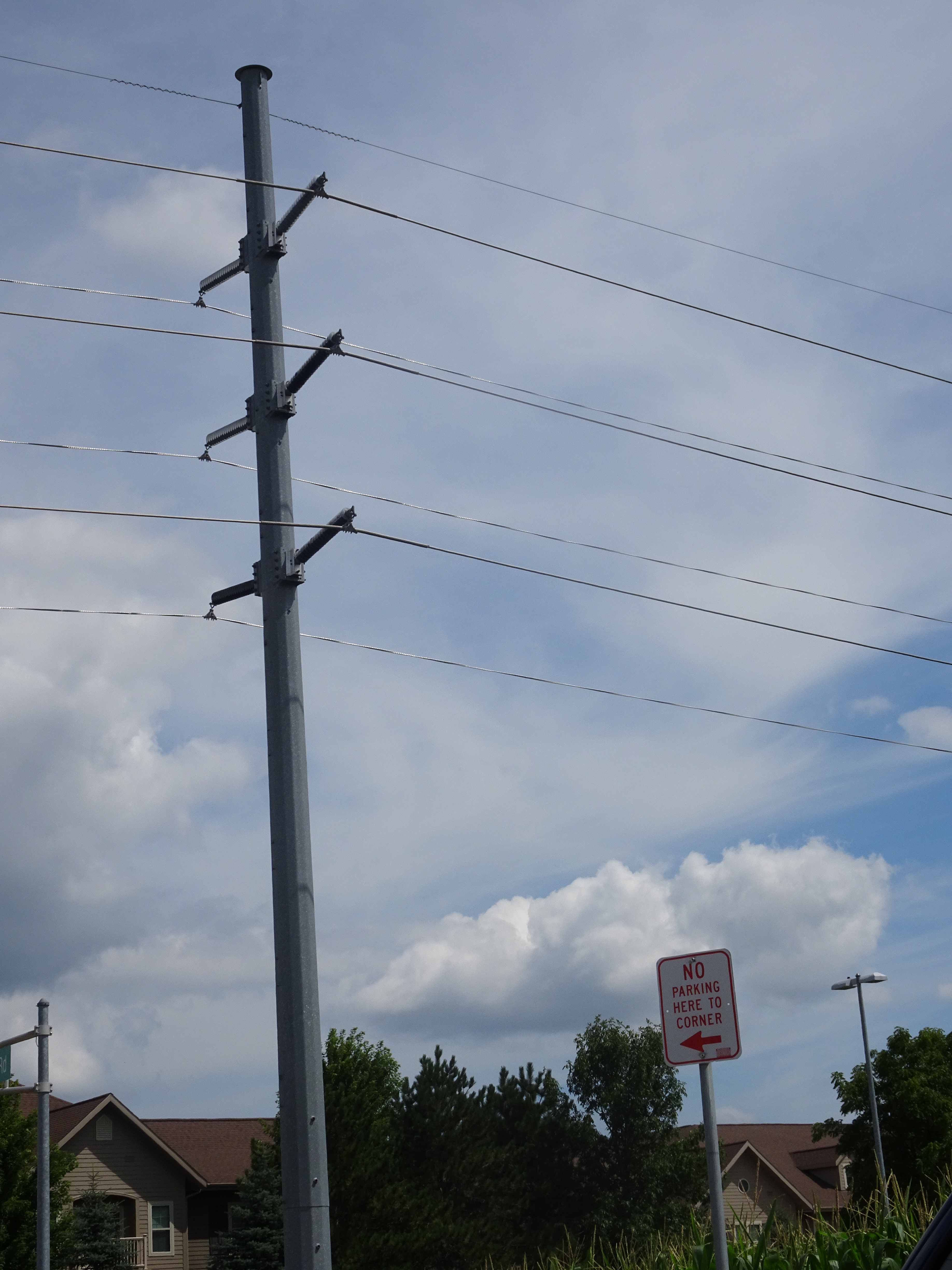
Isoliertraversen an einem Mast in Wisconsin mit einem Isolator

Eine typische Bauform besteht aus zwei geraden Isolatoren: Ein Langstabisolator ist an einem Ende direkt am Mast oder an einer sehr kurzen Traverse eingespannt und führt schräg nach unten vom Mast weg. An seinem Ende ist das Leiterseil befestigt. Ein zweiter Isolator, Stützer genannt, ist in horizontaler Richtung zwischen Leiterseil und Mast montiert. Der Langstab steht dabei unter Zugspannung, der Stützer typischerweise unter Druckspannung.
Es gibt auch Bauformen mit nur einem Isolator. Dieser muss dann allerdings wegen der aufzunehmenden mechanischen Spannungen sehr robust gebaut sein.

## Eigenschaften
Isoliertraversen sind gegenüber herkömmlichen Metalltraversen mit hängend verbauten Isolatoren erhöhten mechanischen Belastungen ausgesetzt. Daher konnten sie erst nach Fortschritten in der Isolierstoff-Entwicklung realisiert werden.
Freileitungen mit Isoliertraversen erfordern geringere Masthöhen und vor allem erheblich geringere überspannte Flächen und Trassenbreiten. Somit wird der Bau sehr kompakter Leitungen möglich.
Isoliertraversen haben aber den Nachteil, dass windbedingte Schwingungen die Belastungen der Leiterseile erhöhen, da diese nicht auspendeln können. Auch ist bei Masten mit Isoliertraverse prinzipiell kein Zugang zur Mastspitze ohne Betriebsunterbrechung möglich.

## Anwendung
Isoliertraversen sind in den USA weit verbreitet. In Deutschland werden sie nur in Sonderfällen eingesetzt, z. B. für 110-kV-Leitungen auf Holzmasten nach dem PORTRA-System. In der Schweiz hat die Rhätische Bahn Teile ihres 66-kV-Versorgungsnetzes auf Isoliertraversen verlegt, die an verlängerten Oberleitungsmasten angebracht sind.